# 戴仁行
戴仁行（？—？），山東濟寧人，清朝政治人物。同進士出身。
雍正八年（1730年）庚戌科進士。雍正十二年（1734年），接替萬紹炳。擔任江蘇荆溪縣知縣。